# Mrija
Mrija (franska: Mrija (CR), Mrija (Commune Rurale), arabiska: مركز زايدة) är en kommun i Marocko.   Den ligger i provinsen Jerada och regionen Oriental, i den nordöstra delen av landet, 400 km öster om huvudstaden Rabat. Antalet invånare är 2 841.